# Tiberius Claudius Nero (grand-père de Tibère)

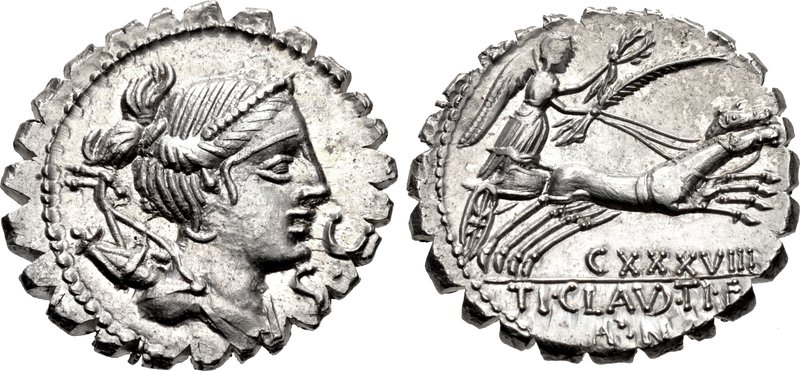
Denier frappé par Tiberius Claudius Nero en 79 av. J.-C. L'avers représente Diane, tandis que le revers montre Victoire conduisant un bige.

Tiberius Claudius Nero (actif de 79–63 av. J.-C.) est un sénateur romain et un officier militaire. Il est grand-père de l'empereur Tibère.

## Biographie
Il étudie probablement sous Démétrios Lacon, qui pourrait lui avoir dédié un ou deux livres.  Il est également possible que l'ami de Lacon soit son père.
Tibère est magistrat supervisant la frappe de la monnaie (triumvir monetalis) en 79 av. J.-C. Il frappe des deniers avec un buste de Diane et un char conduit par la Victoire. Certains numismates ont expliqué la présence de Diane comme une allusion à l'origine sabine de la gens Claudia, mais Michael Crawford écarte cette théorie, qui vient d'une erreur de Varron.
Tibère est préteur à une date indéterminée dans les années 60 av. J.-C., au moins avant 63, et peut-être avant 67, lorsqu'il est un des légats de Pompée dans la guerre contre les pirates ciliciens .
Salluste  mentionne l'attitude attentiste de Tibère durant la conjuration de Catilina en 63 av. J.-C. Lors des délibérations du Sénat sur le sort à réserver aux conjurés qui ont été arrêtés, il propose de reporter la décision du Sénat à une autre session tant en conservant les conjurés sous bonne garde.
Tibère a eu un fils, Tiberius Claudius Nero (vers 85-33 av. J.-C. ) et une fille, Claudia qui épouse Quintus Volusius Saturninus.